# Fidena oldroydi
Fidena oldroydi är en tvåvingeart som först beskrevs av Barretto 1957.  Fidena oldroydi ingår i släktet Fidena och familjen bromsar. Inga underarter finns listade i Catalogue of Life.